# Ексетерський фунт
Ексетерський фунт - місцева валюта, що використовувалася в Ексетері, Велика Британія. Його заснували 1 вересня 2015 року. Його мета полягала в тому, щоб більше грошей витрачалося на місцевий та незалежний бізнес. Це була одна з багатьох альтернатив офіційному фунту стерлінгів у Великій Британії. Ексетерський фунт було скасовано 30 вересня 2018 року.

## Дивіться також
- Список місцевих валют в Сполученому Королівстві